# Espinheira-santa

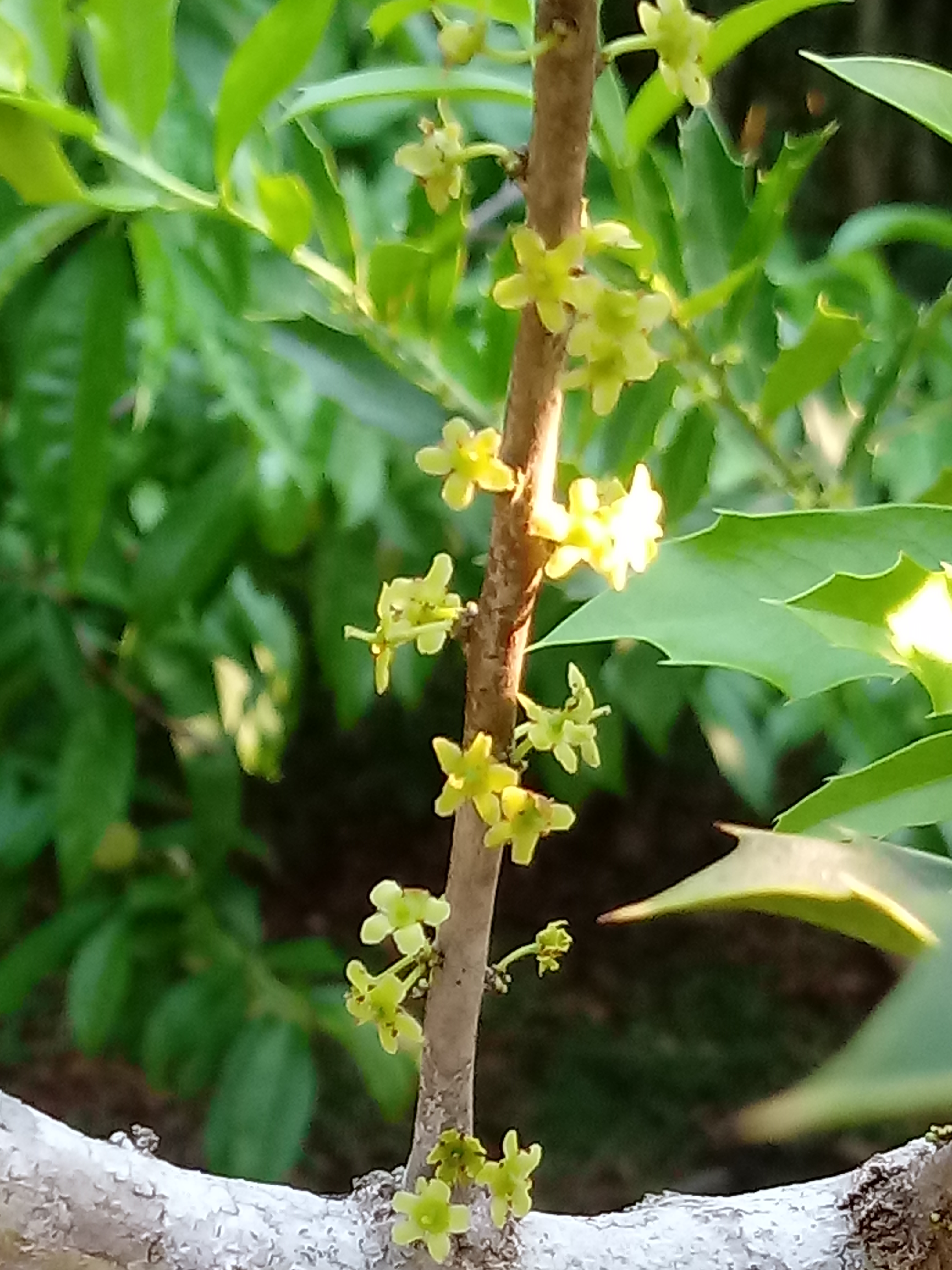
Fase da floração da espinheira-santa (2021)

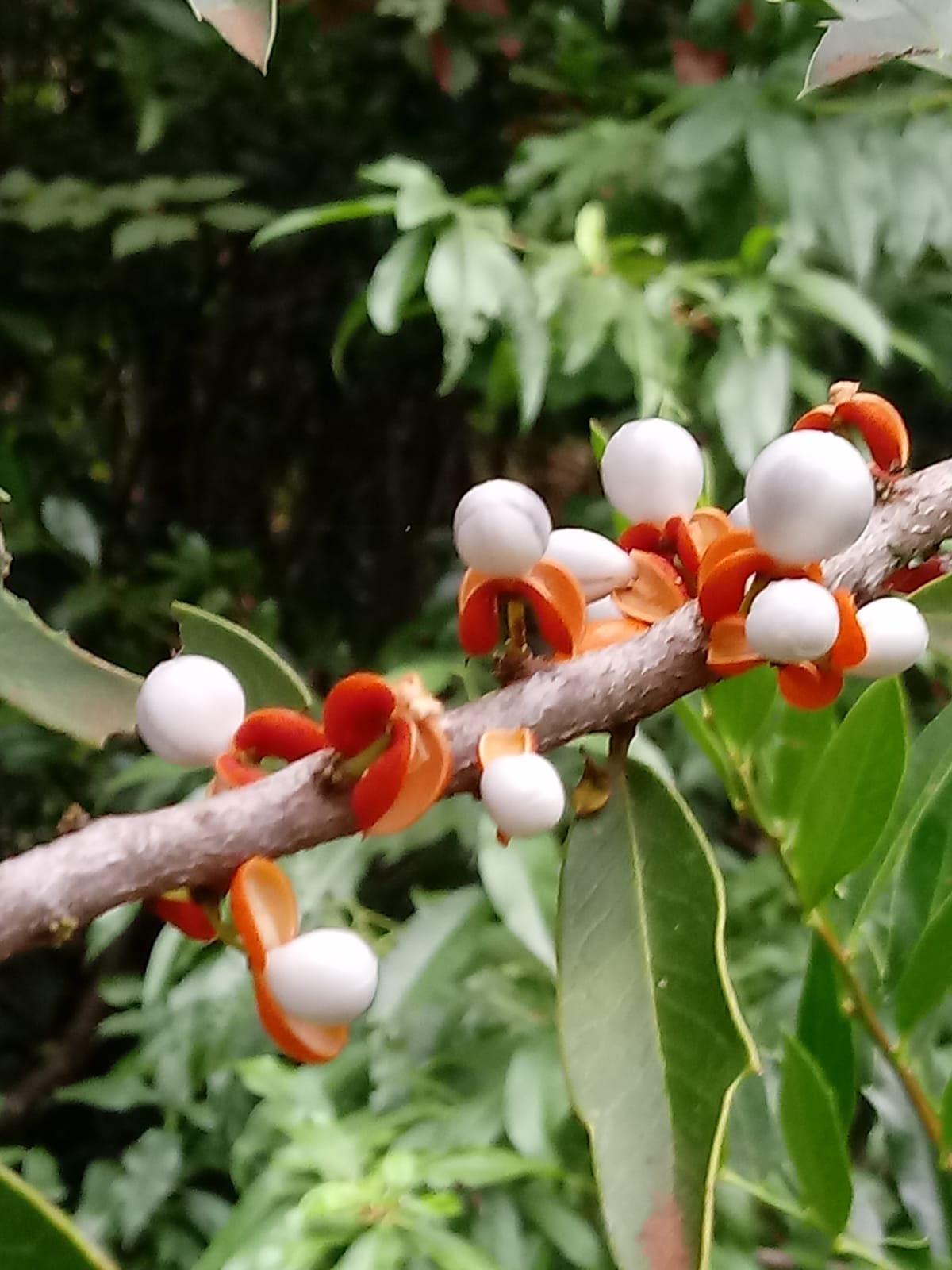
Fase de exposição da polpa com as sementes.

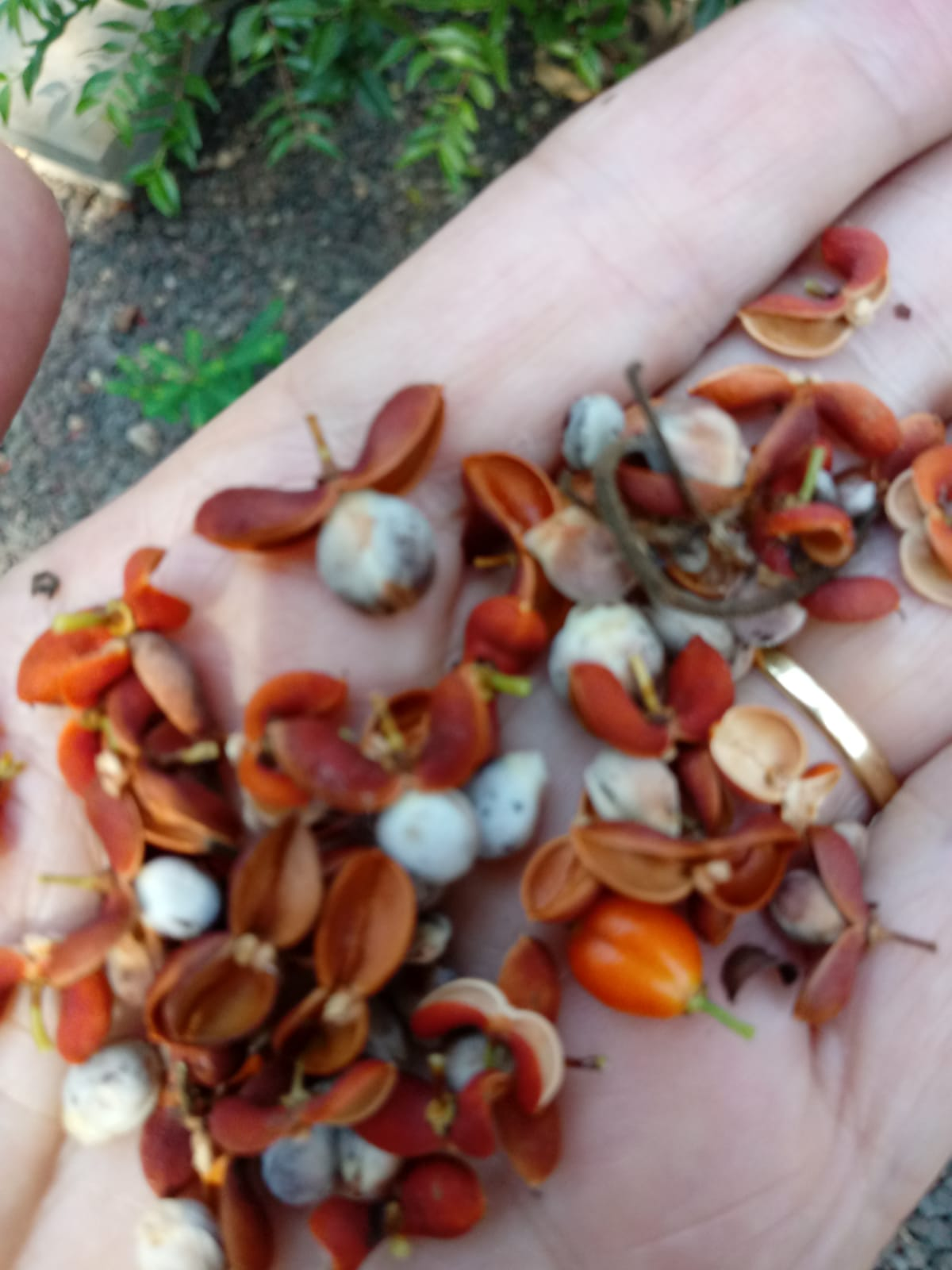
Colheita das sementes para plantio de novas árvores.

A espinheira-santa (Monteverdia truncata - sinônimo Maytenus ilicifolia) é uma planta da família Celastraceae. Em jardins externos alcança o porte de arbusto, com até três metros de altura. Em vasos grandes, em varandas, atinge até um metro.
Popularmente conhecida como espinheira-santa, espinheira-divina, maiteno, salvavidas, sombra-de-touro, erva-cancerosa, congorça, cancerosa, cancorosa, espinho-de-deus, e congorça.
É considerada planta medicinal de Santa Catarina conforme lei nº 15.674, de 15 de dezembro de 2011.
Em 2017 a espinheira santa sofreu uma revisão taxonômica pelo cientista Leonardo Biral e equipe, e junto de outras 122 espécies, foi reclassificada do gênero Maytenus e agora colocadas no gênero Monteverdia. A revisão por pares foi publicada na revista científica Systematic Botany como Biral, Leonardo; Simmons, Mark P.; Smidt, Eric C.; Tembrock, Luke R.; Bolson, Mônica; Archer, Robert H.; Lombardi, Julio A. (December 18, 2017). "Systematics of New World Maytenus (Celastraceae) and a New Delimitation of the Genus". Systematic Botany. 42 (4): 680–693 .

## Ciclo Reprodutivo
A espinheira-santa é uma árvore nativa da região Sul do Brasil, recebe este nome por apresentar folhas com espinhos e propriedades medicinais. Apresenta um ciclo reprodutivo com floração, que ocorre no início da primavera. Em janeiro ocorre a produção de frutos, que são consumidos por pássaros, contribuindo para a dispersão das sementes. A reprodução em larga escala pode ser realizada a partir da colheita dos frutos maduros, secagem e semeadura.

## Usos
É prescrita pela medicina popular no combate aos problemas de acidez estomacal, pois acalma as dores das úlceras e evita a fermentação e a formação de gases. É utilizada também em banhos como cicatrizante das inflamações da pele (acne, eczema, herpes).
Importância Ecológica: Adapta-se melhor ao longo de riachos e campos pedregosos. Espécie pioneira tardia.

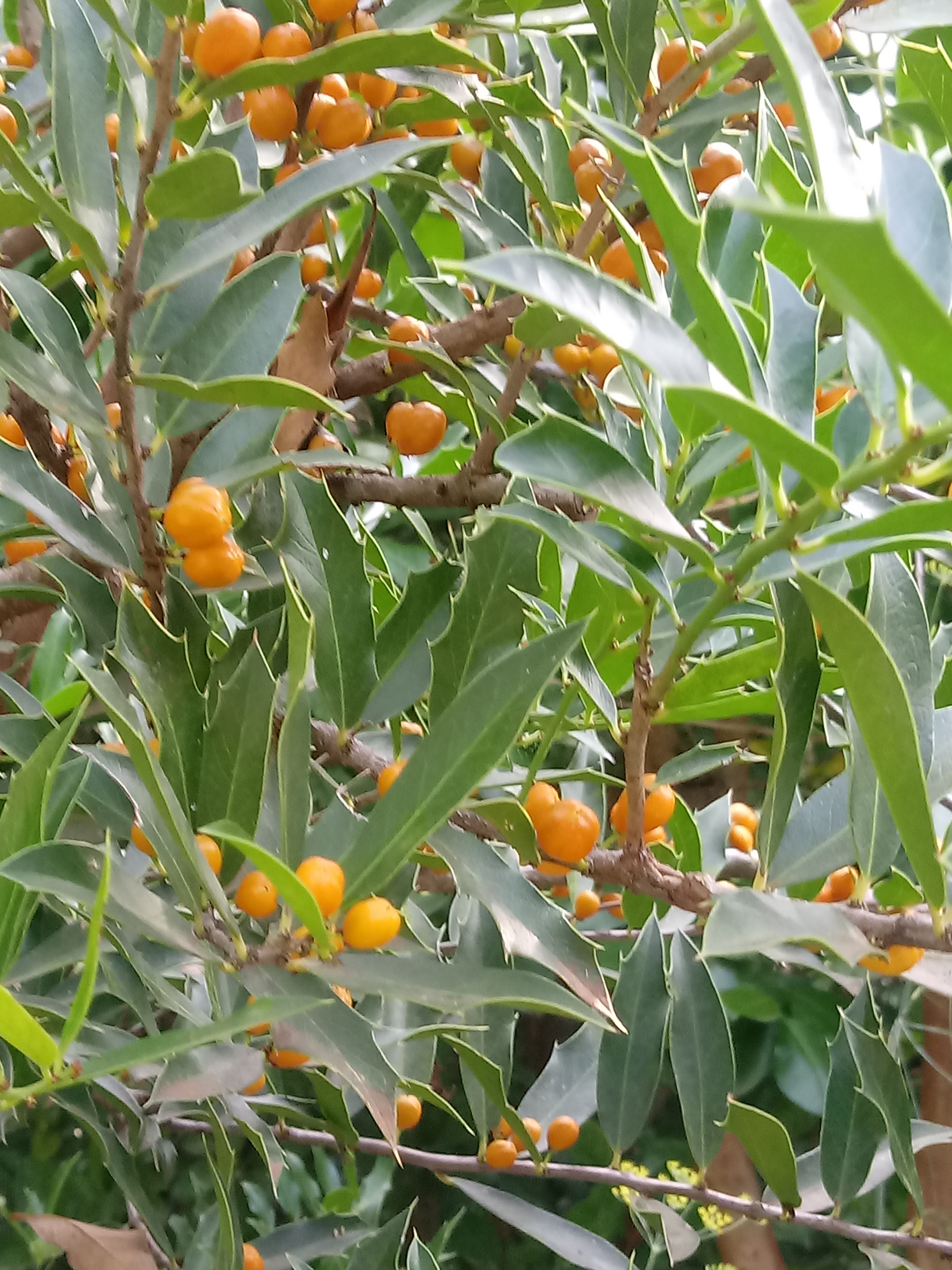
Fase frutífera da espinheira-santa.